# 713avo Amor
713avo Amor fue una banda de rock y noise, de estilo personal y difícil de catalogar, originarios de Málaga (España) y que estuvieron activos desde 1988 a 1994.

## Historia
La banda la formaron en 1988 Carlos Desastre (voz), Antonio Acién (guitarra) y Emilio Salvatierra (batería), primero con el nombre Un Peligroso Viaje, con Joaquín de Molina (bajo eléctrico) y pocos meses después como 713avo Amor. 
Antonio y Emilio fueron compañeros en el Conservatorio Superior de Música de Málaga y procedían de un anterior grupo, La Calle del Ataúd, de corte post-punk, mientras que Carlos y Antonio coincidieron como estudiantes en la Facultad de Filosofía y Letras.
Dan su primer concierto en la Facultad de Derecho de Málaga en 1989, aunque para entonces ya habían grabado sus dos primeras maquetas. La banda recorre desde entonces buena parte de España. Fruto de uno de esos conciertos en 1990 se registra en Valencia la canción Última nota que aparecerá en el recopilatorio Rocke ‘n’ Babia (Tritón / Running Circle, 1991). Tras cerrar un acuerdo con el sello Triquinoise, todo apuntaba que en 1991 se grabaría el primer álbum de la banda, pero las desavenencias del grupo con el sello por la demora en la grabación, terminaría con la relación entre ambos. A partir de ahí se abriría un duro periodo para la banda, viéndose obligados a editar una tercera maqueta en enero de 1991 con canciones previstas para su primer álbum, y más adelante graban con sus propios medios el sencillo Cielo bajo tierra / Limosna para morir en 1992 que editará y distribuirá Subterfuge Records. Mientras, la banda seguía girando por España, pero en esta ocasión de la mano de su mánager Carlos Grimal y con la incorporación temporal de un nuevo miembro, Albert Meagle a la guitarra, exmiembro también de La Calle del Ataúd.
Finalmente será Experience Records de Valencia quienes ofrecen a la banda la publicación de su primer larga duración, grabando A veces el dolor en enero de 1993. Con una presentación cuidada y artesanal en la edición del disco, la banda trata de cerrar etapa, pues las canciones fueron compuestas en su mayoría a finales de los años 80, pero todo el material generado no cabía en un vinilo, por lo que se publicó un álbum más un sencillo, y aun así quedó material fuera.
Tras la publicación de su primer álbum, el grupo vuelve al sello Triquinoise, y en menos de un año vuelven a grabar otro álbum, Horrores varios de la estupidez actual, en enero de 1994, mejorando en sonido y producción respecto al primero. En este nuevo disco vuelven al trío inicial Desastre-Acién-Salvatierra, pero con más presencia de Carlos en las guitarras en ausencia de Albert Meagle. Fue su último trabajo, concebido como una obra compacta, a veces literaria, a veces rock, y ambas cosas a la vez, y que plasmaría su segunda etapa de composiciones de principios de los 90, las cuales estaban ya muy curtidas en sus directos.
La banda dio su último concierto en marzo de 1994, el primero tras la publicación de su segundo álbum. Fue en el altar de la iglesia de la Merced de Bilbao donde sacrificaron a la criatura que engendraron, participando en el Concurso Villa de Bilbao. Antes de la actuación el trío decide romperse, y pese a tener repertorio para el concurso, subirán a escena y no tocarán ni una sola de sus composiciones, sino que se ofrecieron a sí mismos cincuenta minutos de catarsis musical mientras Carlos recitaba poesías, todo esto ante el asombro de los asistentes.
Tras la ruptura del grupo, el miembro más fructífero musicalmente será Carlos Desastre que inicia su carrera en solitario llevando en paralelo dos proyectos hasta 2006, por un lado El Corsal Desastre y por otro Después de Nunca. Publicará en ese tiempo unos siete trabajos, algunos en formatos de libro-CD y crea su propia empresa editorial, Compañía de Sueños Ilimitadas, con la cual reeditará los discos de 713avo Amor en formato CD-libro, tanto A veces el dolor como Horrores varios de la estupidez actual. A partir de 2007 Carlos Desastre se adentra en un nuevo proyecto llamado Dando Amor.
Por su parte, Antonio y Emilio crearon en 1994 la banda Trío Mudo, un proyecto de musicalizar poemas de Leopoldo María Panero que finalmente quedaron en composiciones instrumentales, pero Emilio dejará esta banda en 1996 para incorporarse con Carlos Desastre en Después de Nunca.

## Discografía
- Primera Maqueta (713avo Amor, mayo de 1989). Canciones: Intro, Limosna para Morir, Última nota y Las Lágrimas.
- Segunda Maqueta (713avo Amor, octubre de 1989). Canciones: Cielo bajo tierra, A veces el dolor, Lago de Ceniceros, El mar es la manera más fea y arrugada de todos los millones de maneras de corazones, En medio de un mar de penas y Jaleo en la zona deprimida.
- Tercera Maqueta (713avo Amor, enero de 1991). Canciones: La materia no existe, (Te escribo desta) Botellita de cielo, La chófer del diablo y Sombreros llenos de sangre.
- Canción Última nota en el recopilatorio Rocke ‘n’ Babia (Tritón / Running Circle, 1991).
- Sencillo Cielo bajo tierra / Limosna para morir (713avo Amor, Subterfuge Records, 1992).
- Videoclip Limosna para Morir (Vídeo Fanzine Twang City n.º 2, 1992).
- Álbum A Veces el Dolor (Experience, 1993). Reeditado por la Compañía de Sueños Ilimitada en 2003, CD-libro.
- Álbum Horrores Varios de la Estupidez Actual (Triquinoise, 1994). Reeditado por la Compañía de Sueños Ilimitada en 2004, CD-libro.
- Canción Un día, solo, ante la puerta de mi cabeza en el recopilatorio Zona de Obras nº 6 Especial, Triquinoise, 1994.
- Reedición Álbum A veces el Dolor (Alone Records, 2022).
- Reedición Álbum Horrores Varios de la Estupidez Actual (Alone Records, 2022).

- Datos: Q23026111